# Cloreto de benzoíla
O cloreto de benzoíla, também conhecido como cloreto de benzenocarbonila, é o composto organoclorado, haleto ácido de fórmula C6H5COCl. Ele é um líquido incolor, fumegante ao ar, com cheiro desagradável e irritante. É usado em diversas sínteses orgânicas. É especialmente útil para a produção de peróxidos, mas é geralmente útil em outras áreas, tais como na produção de corantes, perfumes, produtos farmacêuticos, e resinas.

## Preparação
Cloreto de benzoíla é produzido do (triclorometil) benzeno utilizando água ou ácido benzóico:
C6H5CCl3  +  H2O   →   C6H5COCl  +  2 HCl
C6H5CCl3  +  C6H5CO2H   →   2 C6H5COCl  +  HCl
Como para outros cloretos de acila, pode ser gerado a partir do ácido-mãe e outros agentes de cloração como pentacloreto de fósforo ou cloreto de tionila. Foi primeiramente preparado por tratamento de ácido benzóico com cloro.